# Groupe Bruxelles Lambert
Pour les articles homonymes, voir Lambert et GBL.
Le Groupe Bruxelles Lambert est une société de portefeuille et société de services financiers belge investie dans divers secteurs au sein de sociétés leaders sur leur marché. Elle est ainsi principalement investie dans les secteurs de l'extraction et de la production minières (à travers la société Imerys, n°1 mondial du secteur et dont elle est actionnaire majoritaire), de la production de matériaux de construction (avec Lafarge Holcim), de la prestations de conseil, de contrôle et de certification (avec SGS), de la production et de la distribution d'articles de sports (avec Adidas) et de la production de vins et de spiritueux (avec Pernod Ricard). Ces dernières années, la société s'est désinvestie en grande partie du secteur de l'énergie, et notamment de Total et Engie.   
Elle a pour actionnaire majoritaire (à 50 %) la société de portefeuille suisse Pargesa, elle-même propriété de la société néerlandaise Parjointco. Celle-ci est contrôlée indirectement à parité par la famille belge milliardaire Frère (via la société Agesca Nederland, la CNP et le Groupe Frère-Bourgeois) et par la famille canadienne Desmarais, également milliardaire (via Power Corporation du Canada).
La société est dirigée par Gérald Frère, directeur général, assisté de Ian Gallienne et de Gérard Lamarche, administrateurs-délégués.

## Historique
De 1975 à 1998, le Groupe Bruxelles-Lambert est propriétaire de la Banque Bruxelles Lambert. Depuis le rachat de la BBL par ING en 1998, il n'y a plus aucun lien (autre qu'historique) entre GBL et BBL (dont l'enseigne est devenue ING).
En 2006, le Groupe Bruxelles Lambert cède sa participation de 25,1% dans le groupe allemand Bertelsmann à ce dernier pour 4,5 milliards d'euros.
La presse annonce le 27 janvier 2016 le rachat de Looping Group, groupe de loisirs et de vacances à ancrage régional, par la société d'investissement belge Ergon Capital Partners qui appartient au Groupe Bruxelles Lambert,. Il gère onze parcs de loisirs répartis dans cinq pays européens. Ils sont de type parc d'attractions, aquarium public, parc miniature ou parc aquatique.
Depuis 2012, GBL s'est désinvestie toujours davantage de Total et Engie. Ces deux sociétés du secteur de l'énergie, qui constituaient alors 41,5 % de la valeur de GBL en 2011, ne représentent au 31 mars 2017 plus que 4,2 % du portefeuille.
En parallèle, GBL s'est étendue à de nouveaux secteurs d'activités avec ses investissements en SGS, Umicore, Adidas, Ontex, Burberry et enfin Parques Reunidos. GBL investit principalement dans des sociétés cotées en bourse et qui représentent l'essentiel de l'actif. Le portefeuille se compose des participations stratégiques (Imerys, LafargeHolcim, Adidas, SGS, Pernod Ricard, Umicore, Total, auquel s'ajoutent les investissements de type pépinière (Ontex, Burberry et Parques Reunidos) et Sienna Capital (investissements alternatifs).

## Portefeuille
Sociétés cotées en bourse
Au 30 septembre 2023, GBL a des participations significatives dans les sociétés suivantes (les parts de propriété varient de 7 % à 55 %) :
- SGS
- Pernod Ricard
- adidas
- Imerys
- Umicore
- Concentrix + Webhelp
- Ontex

Actifs privés
Au 30 septembre 2023, GBL est un actionnaire important des sociétés suivantes :
- Affidea
- Sanoptis
- Canyon
- Parques Reunidos
- Voodoo